# Pegesimallus niger
Pegesimallus niger là một loài ruồi trong họ Asilidae. Pegesimallus niger được Bromley miêu tả năm 1936.